# ویلیام استوارت (دوچرخه‌سوار)
ویلیام استوارت (انگلیسی: William Stewart; ۱۵ سپتامبر ۱۸۸۳ – ۹ اوت ۱۹۵۰) دوچرخه‌سوار اهل بریتانیا بود.
وی در مسابقات کشوری و بین‌المللی در مجموع برندهٔ ۱ مدال نقره شده‌است.